# Stary cmentarz żydowski w Wojsławicach
Stary cmentarz żydowski w Wojsławicach – kirkut społeczności żydowskiej niegdyś zamieszkującej Wojsławice. Nie wiadomo kiedy dokładnie powstał, być może miało to miejsce w XVI wieku. Znajdował się przy ul. Grabowieckiej. Został zniszczony podczas II wojny światowej. Po wojnie wzniesiono na terenie cmentarza zabudowania.